# Johan Adolf Lagerborg
Johan Adolf Lagerborg, född den 9 juli 1753 i Åbo, död den 18 februari 1805 på Hannula gård i Villnäs kapellförsamling, var en svensk jurist.  Han var son till Carl Lagerborg.
Lagerborg blev student vid Åbo akademi 1765, auskultant i Åbo hovrätt 1770, extra ordinarie kanslist där samma år, vice notarie 1772, ordinarie kanslist 1774, ordinarie notarie 1775, vice advokatfiskal i Vasa hovrätt 1776 och häradshövding i Virmo och Masku häraders domsaga 1780. Han tilldelades lagmans titel 1791 och blev lagman i Åbo och Björneborgs lagsaga 1793.